# Peridea mesatlantica
Peridea mesatlantica är en fjärilsart som beskrevs av Charles E. Rungs 1941. Peridea mesatlantica ingår i släktet Peridea och familjen tandspinnare. Inga underarter finns listade i Catalogue of Life.